# Грибалёва, Валентина Александровна
Валенти́на Алекса́ндровна Грибалёва (1919—1945) — советская танкистка, участница Великой Отечественной войны, старший сержант. В годы войны — механик-водитель лёгкого танка Т-60, затем среднего танка Т-34.

## Биография
Родилась в 1919 году на станции Изоча Витебской губернии (ныне деревня Красный Посёлок Невельского района Псковской области), где провела своё детство.
Переехала в Ленинград в 1932 году. Работала кладовщицей в автотранспортном управлении Ленсовета и одновременно окончила курсы шофёров Осоавиахима.
С началом Великой Отечественной войны комсомолка Валентина Грибалёва направлена в отряд Местной противовоздушной обороны (МПВО). Как и все, дежурила на ленинградских крышах, тушила «зажигалки», помогала вытаскивать из-под завалов раненых. Пережила две блокадные зимы.
В январе 1943 (по другим данным — в 1942 году) добровольно вступила в Красную Армию (призвана в РККА Фрунзенским РВК города Ленинграда), овладев специальностью механика-водителя. Обучалась в учебном танковом подразделении, расположенном на Выборгской стороне Ленинграда. Первой боевой машиной был лёгкий танк Т-60, затем средний танк Т-34.
В составе 220-й отдельной танковой бригады участвовала в боях по снятию блокады Ленинграда, на Карельском перешейке, участвовала в освобождении Эстонии и Польши.
28 августа 1943 года бригада выведена в резерв Ленинградского фронта на переформирование. В сентябре 1944 года за содержание своего танка «в образцовом порядке и в боевой готовности» механик-водитель танка 1-й танковой роты 3-го танкового батальона сержант В. А. Грибалёва была награждена медалью «За отвагу».
30 ноября 1944 года бригада перешла в подчинение 5-й ударной армии 1-го Белорусского фронта. В боях 14-17 января 1945 года 3-й танковый батальон капитана В. Г. Кабанова во взаимодействии со стрелковым полком 94-й гвардейской стрелковой дивизии пробили брешь в обороне противника и, вклинившись в глубину на 12 километров, первым вышел к реке Пилица. При прорыве сильно укреплённой обороны противника старший сержант В. А. Грибалёва умело провела свою машину через минное поле и первая прорвалась вперёд, раздавив два дзота и три пулемётных гнезда. Тем самым она обеспечила успешное продвижение советской пехоты. В дальнейшем, при форсировании реки Пилица, она «мужественно и самоотверженно» первой провела свою машину через переправу. За этот эпизод 24 января 1945 года была представлена командиром 3-го танкового батальона капитаном В. Г. Кабановым к ордену Славы III степени, однако решением командира бригады полковника А. Н. Пашкова награда была пересмотрена на орден Красного Знамени.
С 31 января бригада принимала участие в боевых действиях по удержанию Кюстринского плацдарма на западном берегу реки Одер. В боях по расширению плацдарма старший сержант В. А. Грибалёва в составе экипажа уничтожила три танка PzKpfw IV, 6 орудий, две миномётные батареи с расчётами и до 100 солдат и офицеров противника. При этом отражено три контратаки противника.
20 февраля 1945 года механик-водитель танка Т-34 3-го танкового батальона старший сержант В. А. Грибалёва погибла в бою. По воспоминаниям генерал-лейтенанта Ф. Е. Бокова, бывшего в то время членом Военного совета 5-й ударной армии, «все части и подразделения облетела весть о бессмертном подвиге комсомолки механика-водителя танка старшего сержанта Валентины Александровны Грибалёвой. Её машина была в боевом дозоре северо-западнее Кюстрина. Внезапно большая группа немцев, вырываясь из мешка, ринулась напролом, пытаясь соединиться со своими частями. Экипаж атаковал противника, пулемётным и пушечным огнём уничтожил десятки гитлеровцев. Но тем все-таки удалось подбить боевую машину, и она не могла двигаться. Но танкисты продолжали расстреливать фашистских солдат. Валю тяжело ранило. Истекая кровью, она держалась до последнего патрона, до последнего дыхания.»
Похоронена на центральной площади деревни Дармитцель (нем. Darrmietzel, ныне Даргомышль в гмине Дембно Мыслибуржского повята Западно-Поморского воеводства, Польша).

## Семья
Мать — Домна Алексеевна Грибалёва, проживала в Ленинграде на набережной реки Фонтанки.

## Награды
- орден Красного Знамени (15 февраля 1945[9])
- орден Отечественной войны I степени (11 марта 1945[10])
- медали:
  - медаль «За отвагу» (26 сентября 1944[4])
  - медаль «За оборону Ленинграда»[4]

## Память
20 января 1969 года именем В. А. Грибалёвой названа улица в Выборгском районе Ленинграда (ныне Санкт-Петербург). На доме № 6 установлена мемориальная доска (автор Э. Х. Насибулин).
В её честь также названа улица в Невеле.
В деревне Новая Изоча в память В. А. Грибалёвой поставлен обелиск.